# Korrika
Korrika («corriendo» en castellano, pronunciado korrika) es una marcha reivindicativa celebrada en Euskal Herria (territorios de País Vasco y Navarra en España, y País Vasco francés) en apoyo a su lengua autóctona, el euskera. Está organizada por la Coordinadora de Alfabetización y Euskaldunización (AEK, en sus siglas en euskera) y busca asimismo recaudar fondos para su red de centros de enseñanza del euskera (euskaltegiak). AEK es la organización más importante en el ámbito de la euskaldunización y alfabetización de personas adultas, y la única que desarrolla su actividad en todo Euskal Herria, por encima de divisiones administrativas.
El recorrido de Korrika varía en cada edición (siendo ésta cada dos años), intentando abarcar en cada edición distintos pueblos de los siete territorios históricos de Euskal Herria a distintas horas del día en cada edición.

## Antecedentes
Todo empezó en 1975 en la ikastola  Lauro donde comenzaron a planearlo. La lengua vasca, el euskera, se halla actualmente en un estado frágil y su futuro es incierto. Según la UNESCO, se encuentra «seriamente en peligro de extinción» en varias regiones. En algunas de ellas ni siquiera es reconocido como lengua oficial, y en ningún caso la lengua goza de estatus normalizado en la sociedad habiendo una situación de diglosia entre el euskera y el castellano y el francés, respectivamente.
La dictadura de Francisco Franco en España, que duró 39 años, provocó un agudo declive social del euskera por medio de la opresión contra sus hablantes. Sin embargo, ya durante los siglos anteriores, las políticas lingüísticas de España y Francia actuaron directamente contra el euskara, llegando a prohibir la literatura en dicho idioma, así como su uso y enseñanza en lugares públicos como la administración, la justicia o la enseñanza. Los hablantes fueron objeto de discriminación, estigmatización, burlas, multas, palizas, etc., por hablar en euskara, con el apoyo de dichas políticas.
Preocupados por el retroceso que sufría su lengua, así como por la falta de alfabetización de sus hablantes, varios vascos comenzaron a crear, a finales de la dictadura franquista, organizaciones clandestinas para enseñar euskera y alfabetizar a sus hablantes. En este contexto surgió la asociación AEK, en 1976, como coordinadora de varias de estas escuelas. En un intento de innovar en las campañas populares que se realizaban en la época a favor del euskera, la gente de AEK decidió organizar un evento itinerante a lo largo de todo el territorio vasco, en lugar de intentar concentrar a la gente en un solo lugar. De este modo nació la idea de Korrika, entre críticas a lo «alocado» de la propuesta, cuya primera edición partió el 29 de noviembre de 1980 desde Oñate, para concluir el 7 de diciembre en Bilbao.

## Organización

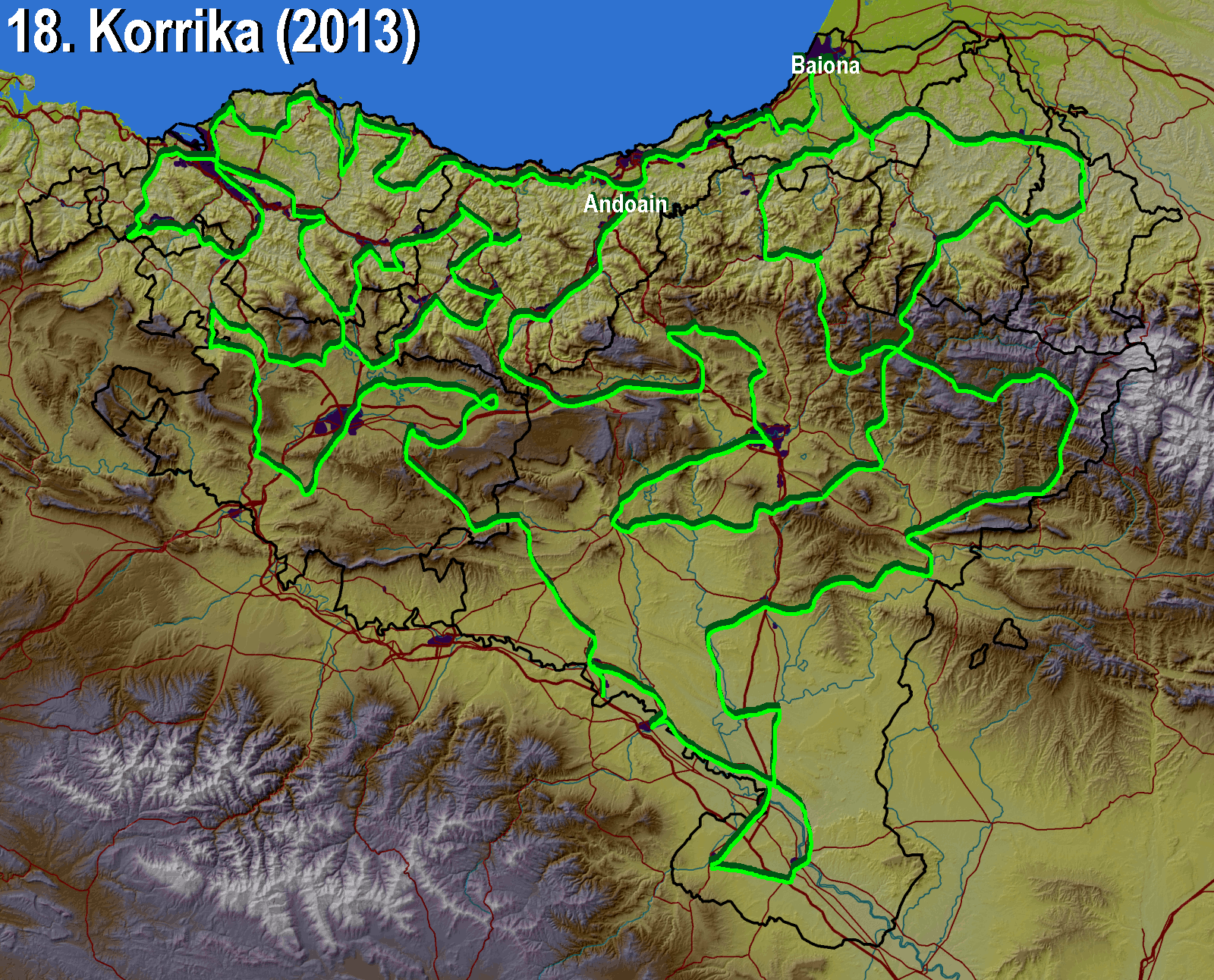
Recorrido de Korrika 18.

La carrera consiste en una marcha de relevos en el que un lekuko (en euskera) (testigo en castellano) se pasa de mano a mano cada kilómetro de su recorrido. Se celebra cada dos años y suele tardar cerca de 10 días en completar su recorrido. En 2017 se recorrieron 2.557 kilómetros corriendo día y noche sin interrupción durante 11 días. 
La primera edición de Korrika se realizó en 1980 y se comenzó a llevar a cabo cada año y medio. Posteriormente, empezó a celebrarse cada dos años. 
La recaudación de fondos se consigue principalmente mediante el sistema de "compra de kilómetros" por el que particulares e instituciones pagan a la organización una cantidad de dinero por el derecho a portar el testigo de Korrika durante un kilómetro. Todo lo recaudado durante la carrera se destina a financiar los euskaltegis de AEK.
La peculiaridad de esta marcha es que no se detiene por la noche. Desde que sale hasta el final, el testigo va pasando de mano en mano y pueblo por pueblo sin detenerse en ningún momento. A la cabeza de la marcha suele ir la persona que posee el testigo, formado por un palo de madera tallada que sirve de pequeño mástil a una ikurriña. Dicho testigo lleva en su interior un mensaje que no se hace público hasta el último momento, cuando es leído al concluir la carrera. El primer testigo fue diseñado por Remigio Mendiburu y puede contemplarse en el Museo de San Telmo, en San Sebastián. El actual testigo es una copia del anterior realizada por Juan Gorriti en 1995 para la 9.ª edición. Normalmente, la misma persona que ha escrito el mensaje se encarga de transportar el testigo en su última etapa antes de leerlo al público, aunque en algunas ocasiones esto no ha sido así debido a que dicha persona había fallecido con anterioridad o se hallaba ausente. Por ejemplo, en 2017 se reprodujo una grabación del mensaje escrito por Joseba Sarrionandia, grabada por él mismo.
Tras el testigo, se forma la cabecera de la marcha que posee una pancarta en la cual se lee un lema, que cambia cada año. Tras esta pancarta se concentran el resto de participantes, que corren unos kilómetros con música y animadores a lo largo de todo el trayecto. 

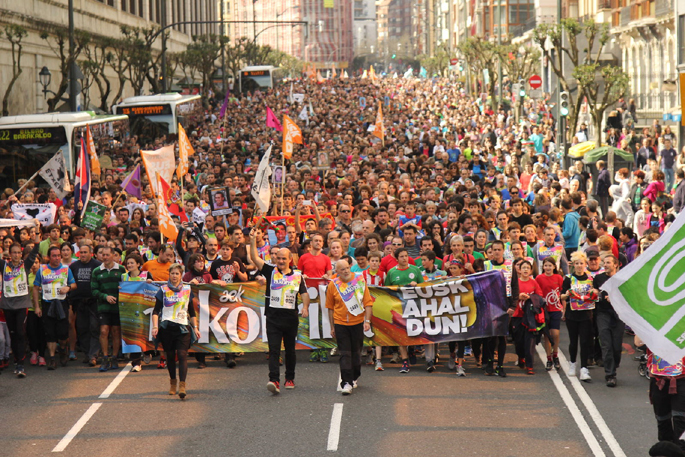
Etapa final de Korrika 19, en Bilbao (2015).

Como ejemplo de participación, se estima que en 2011 participaron más de 600 000 personas a lo largo de todo Euskal Herria. Este dato y el movimiento que se organiza alrededor de Korrika reflejan en toda su magnitud la decidida apuesta que la sociedad vasca hace a favor del euskera. Korrika se ha convertido en un acontecimiento que cada dos años moviliza a toda la sociedad de Euskal Herria. La participación aumenta en cada edición y miles de personas trabajan voluntariamente en la organización de Korrika a través de los comités que se forman en los pueblos y barrios, y durante la carrera propiamente dicha se organizan cientos de actividades culturales y lúdicas. La marcha transcurre en un ambiente marcadamente festivo, acompañado de música y animación callejera, con multitud de espectadores, especialmente en las etapas urbanas. Cada edición cuenta con una canción propia, hecha para la ocasión por diversos artistas de renombre.
De forma paralela, durante los dos meses anteriores a cada edición se organizan cientos de actos culturales en torno al euskera y la cultura vasca a lo largo de todos los territorios vascos. Estos actos se denominan Korrika Kulturala (Carrera Cultural en español).

## Korrika por el mundo
Desde hace dos décadas, vascos residentes en varias regiones del mundo han organizado eventos culturales en sus ciudades durante las respectivas ediciones de Korrika, así como carreras similares de formato menor. El Instituto Etxepare colabora en muchas de estas iniciativas. Entre otros, se celebra Korrika fuera de Euskal Herria en ciudades de Alemania, Argentina, Australia, Canadá, Chequia, Chile, Escocia, España, Estados Unidos, Finlandia, Francia, Inglaterra, Irlanda, Hungría, Italia, México y Rusia.

## Ediciones
| N.º | Fecha                                   | Trayecto                                               | Lema                                                                                 | Canción                                                             | Autoría del mensaje                 | En homenaje a | Detalles |
| --- | --------------------------------------- | ------------------------------------------------------ | ------------------------------------------------------------------------------------ | ------------------------------------------------------------------- | ----------------------------------- | --- | --- |
| 1   | 1980 (29 de noviembre - 7 de diciembre) | Oñate (Guipúzcoa) - Bilbao (Vizcaya)                   | Korrika Euskal Herria!                                                               | Korrika 1 (Xabier Amuriza)                                          | Rikardo Arregi                      | Xabier Peña Albizu (1914-1980), escritor y profesor, impulsor de la enseñanza de euskera a adultos desde 1949 y de la primera ikastola de Bizkaia en 1957. | El papel que recogía el texto final se perdió en el camino y al no poder encontrarse una copia a tiempo, al término de la carrera no se leyó el mensaje, sino un discurso por parte de AEK reivindicando que dicha institución debería ser «pública, oficial, autogestionaria y de los siete territorios». Entre los relevistas que tomaron parte en esta primera edición se encontraban el insigne antropólogo Jose Migel Barandiaran de 90 años de edad, políticos abertzales como Telesforo Monzón y Francisco Letamendia; o el alcalde de Bilbao, Jon Castañares. |
| 2   | 1982 (22 - 30 de mayo)                  | Pamplona (Navarra) - San Sebastián (Guipúzcoa)         | AEK, euskararen alternatiba herritarra; Korrika, herriaren erantzuna euskararen alde | Korrika 2 (Akelarre)                                                | Rikardo Arregi                      | Rikardo Arregi (1942-1969), periodista y escritor; precursor e impulsor de AEK. | Se leyó el mensaje de la edición anterior, que esta vez sí llegó al final de la carrera y que consistía en una carta escrita por Arregi en 1966 proponiendo a Euskaltzaindia la creación de una sección de Alfabetización. La carrera estuvo en peligro, pues el gobernador civil de Navarra prohibió que transcurriera por su territorio, aunque al final se retractó. Por otra parte, la dirección del Partido Nacionalista Vasco pidió no apoyar económicamente la marcha.                                                                                         |
| 3   | 1983 (3 - 11 de diciembre)              | Bayona (Lapurdi) - Bilbao                              | Euskaraz eta kitto!                                                                  | Korrika 3 (Egan)                                                    | Desconocida                         | Gabriel Aresti (1933-1975), poeta y escritor, uno de los más renovadores del siglo XX. | |
| 4   | 1985 (31 de mayo - 9 de junio)          | Atharratze (Zuberoa) - Pamplona                        | Herri bat, hizkuntza bat!                                                            | Korrika 4 (Lontxo Aburuza)                                          | Desconocida                         | Piarres Lafitte (1901-1985), periodista, escritor y filólogo. | |
| 5   | 1987 (3 - 12 de abril)                  | Hendaia (Lapurdi) - Bilbao                             | Euskara, zeurea                                                                      | Korrika 5 (Oskorri)                                                 | Jon Enbeita                         | Balendin Enbeita (1906-1986), bertsolari y escritor. | El hijo del homenajeado escribió y cantó el mensaje de esta edición. |
| 6   | 1989 (14 - 23 de abril)                 | Pamplona - San Sebastián                               | Euskara, Korrika eta kitto y Euskal Herriak AEK                                      | Gu AEK-koak gara (Xanti eta Maider)                                 | Desconocida                         | Jose Migel Barandiaran (1889-1991), antropólogo, etnógrafo y arqueólogo, en el centenario de su nacimiento. | Primera ocasión en la que se homenajeó a alguien no fallecido. PNV, Eusko Alkartasuna y Euskadiko Ezkerra pidieron públicamente que no se entregaran ayudas institucionales a favor de Korrika, a pesar de lo cual muchas autoridades decidieron seguir apoyando la marcha. |
| 7   | 1991 (15 - 24 de mayo)                  | Vitoria (Álava) - Bayona                               | Korrika euskara, euskaraz Euskal Herria                                              | Korrika 7 (Irigoien anaiak y Mikel Erramuspe)                       | Remigio Mendiburu                   | Remigio Mendiburu (1931-1990), escultor, diseñador del testigo de Korrika. | |
| 8   | 1993 (26 de marzo - 4 de abril)         | Pamplona - Bilbao                                      | Denok maite dugu gure herria euskaraz                                                | Aide Korrika (Tapia eta Leturia)                                    | Joxemi Zumalabe                     | Martin Ugalde (1921-2004), periodista, escritor y político. | A través de la figura de Ugalde, se quiso homenajear al grupo fundador de Euskaldunon Egunkaria, el único diario íntegramente en euskera a escala nacional entonces. Comenzaron los eventos Korrika Kulturala y Korrika Kirolaria (este último, desaparecido hoy en día). Primera edición con vídeo oficial de la canción. |
| 9   | 1995 (17 - 26 de marzo)                 | San Juan Pie de Puerto (Pirineos Atlánticos) - Vitoria | Jalgi hadi euskaraz                                                                  | Bizi ganoraz (Maixa eta Ixiar, Alex Sardui y Kepa Junkera)          | Jean Haritschelhar                  | Mikel Laboa (1934-2008), músico. | El lema hace referencia a unos versos del poeta navarro Bernat Etxepare, autor del primer libro impreso en lengua vasca y residente de San Juan Pie de Puerto. |
| 10  | 1997 (14 - 23 de marzo)                 | Santuario de Arantzazu (Guipúzcoa) - Bilbao            | Euskal Herria Korrika!                                                               | Euskal Herria Korrika (Gozategi)                                    | Joan Mari Torrealdai                | Luis Villasante (1920-2000), escritor y lingüista, presidente de Euskaltzaindia durante dieciocho años. | Se repitió el recorrido de la primera edición y se tomó un lema similar. |
| 11  | 1999 (19 - 28 de marzo)                 | Pamplona - San Sebastián                               | 1 + 1 = hamaika. Zu eta ni euskaraz                                                  | 1 eta 1 (Joxe Ripiau)                                               | Ramon Labaien                       | La empresa Etxepe (Elgóibar) y la óptica Mendia (Vitoria), en nombre del mundo laboral; Marije Learreta, Mila Etxezarraga y Maite Larizgoitia, en nombre de quienes fundaron la ikastola de Llodio; Pedro Migel Etxenike y Jose Ramon Etxebarria, profesores de física; José Ángel Iribar, futbolista; Maitane Araguas, profesora de AEK en Maule; la radio navarra Euskalerria Irratia; la Editorial Maiatz de Baiona y, por último, el municipio de Arantza, en representación de aquellos pueblos que viven en euskera. | Haciendo honor al lema de esta edición, se decidió homenajear a multitud de personas y grupos, intentando representar a todo los territorios vascos, a hombres y mujeres y a diversos ámbitos sociales, en los cuales hayan destacado por apoyar la presencia del euskera. Primera vez que un miembro del Gobierno Vasco tomó parte. |
| 12  | 2001 (29 de marzo - 8 de abril)         | Vitoria - Bayona                                       | Mundu bat euskarara bildu                                                            | Big Beñat (Fermin Muguruza)                                         | Andoni Egaña                        | Euskal Herriko Bertsozale Elkartea, asociación promotora del bertsolarismo. | Única vez que un lehendakari del Gobierno Vasco, Juan José Ibarretxe, portó el tesigo. |
| 13  | 2003 (4 - 13 de abril)                  | Maule (Zuberoa) - Pamplona                             | AEKrekin herri bat geroa lantzen                                                     | Gero bat gaurdanik (Mikel Laboa y Ruper Ordorika)                   | Martxelo Otamendi                   | Ez Dok Amairu, movimiento cultural vanguardista entre 1966 y 1972 | Edición marcada por el cierre del diario Euskaldunon Egunkaria, ordenada meses antes por la Audiencia Nacional española, y consiguiente encarcelamiento y encausamiento de sus miembros, quienes fueron torturados por la policía y posteriormente absueltos de todos los cargos. El director del periódico escribió y leyó el mensaje de esta edición. El gobierno de Navarra prohibió la entrada de Korrika en Pamplona, pero dicha decisión fue posteriormente revocada por los tribunales.                                                                        |
| 14  | 2005 (10 - 20 de marzo)                 | Roncesvalles (Navarra) - Bilbao                        | Euskal Herria euskalduntzen. Ni ere bai!                                             | Ni ere bai (Afrika Bibang)                                          | Andolin Eguzkitza y Tere Irastortza | Andolin Eguzkitza (1953-2004), lingüista y académico de la lengua vasca. | Se pretendió rendir homenaje a aquellas personas que han aprendido euskera sin ser su lengua materna, llamadas euskaldun berriak, encarnadas en esta ocasión en la figura de Eguzkitza. |
| 15  | 2007 (22 de marzo - 1 de abril)         | Carranza (Bizkaia) - Pamplona                          | Heldu hitzari, lekukoari, elkarlanari, euskarari, herriari!                          | Heldu (Niko Etxart y El Drogas)                                     | Xabier Amuriza y Miren Amuriza      | La mujer euskaldun, por su papel en la transmisión del euskera. | El objetivo económico de esa edición fue la financiación de dos nuevos euskaltegis en Pamplona y en Bayona. |
| 16  | 2009 (26 de marzo - 5 de abril)         | Tudela (Navarra) - Vitoria                             | Ongi etorri euskaraz bizi nahi dugunon herrira!                                      | Ongi etorri laguna (Betagarri)                                      | Pirritx eta Porrotx                 | Todas las familias que han aprendido o recuperado el euskera. | El lema elegido para esta edición hace referencia a todos los que se han acercado al euskera, sin distinción de su lugar de origen. Se encargó al bertsolari Jon Maia (cuya familia migró en su día al País Vasco) dirigir un documental llamado Bidaia intimoa sobre las vivencias de cuatro personas en su viaje al euskera y lo que esto les ha aportado. |
| 17  | 2011 (7 - 17 de abril)                  | Treviño (Burgos) - San Sebastián                       | Maitatu, ikasi, ari... euskalakari                                                   | Pausoz pauso euskalakari (Gose)                                     | Kike Amonarriz e Ilaski Serrano     | Euskaltzaindia, academia de la lengua vasca. | |
| 18  | 2013 (14 - 24 de abril)                 | Andoáin (Guipúzcoa) - Baiona                           | Eman euskara elkarri                                                                 | Bagoaz (Esne Beltza)                                                | Amets Arzallus                      | Todas aquellas personas que están aprendiendo euskera y se están alfabetizando. | |
| 19  | 2015 (19 - 29 de marzo)                 | Urepele (Baja Navarra) - Bilbao                        | Euskahaldun!                                                                         | Denok Korrikara (varios artistas)                                   | Lorea Agirre                        | Feria del libro y del disco vasco de Durango, en su 50.º aniversario. | |
| 20  | 2017 (30 de marzo - 9 de abril)         | Ochandiano (Vizcaya) - Pamplona                        | Hizkuntza, kultura, mundu BatZuk                                                     | Zirkorrika (varios artistas)                                        | Joseba Sarrionandia                 | Aquellas personas que concibieron y pusieron en marcha Korrika. | Así explicó Asier Amondo, coordinador de Korrika, el lema de esta edición: «En el camino por reforzar el euskera, una lengua, una cultura, un mundo, tú también tienes mucho que aportar, desde tu idioma y tu diversidad, para poder vivir la diversidad cultural universal: aprendiéndolo, utilizándolo, permitiendo hacerlo». |
| 21  | 2019 (4 de abril - 14 de abril)         | Puente La Reina (Navarra) - Vitoria                    | Klika!                                                                               | Klika Korrika (Mad Muasel, Fermin Muguruza y La Furia)              | Maialen Lujanbio                    | José Luis Álvarez Emparanza Txillardegi (27 de septiembre de 1929 - 14 de enero de 2012) | |
| 22  | 2022 (31 de marzo - 10 de abril)        | Amurrio (Álava) - San Sebastián                        | Hitzekin!                                                                            | Hitzekin (Sustrai Colina (letra), Ane García, Anari y Nerea Urbizu) | Karmele Jaio                        | Pirritx, Porrotx y Marimotots | |
| 23  | 2024 (14 de marzo - 24 de marzo)        | Irún (Guipúzcoa) - Bayona                              | Harro Herri                                                                          | Maite Arroitajauregi (Mursego)                                      | Garazi Arrula                       | 'Azterketak Euskaraz' | |

## Eventos similares
Partiendo de la misma idea, se celebran eventos similares a favor de lenguas minorizadas en otras partes del mundo:
- Correllengua, de Cataluña, desde 1993.
- Corsa per la lenga, del Valle de Arán, desde 1993.
- Correlingua, de Galicia, desde el 2000.
- Ar Redadeg, de Bretaña, desde 2008.
- Rith, de Irlanda, desde 2010.
- Ras yr laith, de Gales, desde 2014.
- Lefkantun, de Chile, desde 2016.
- La passem, de Bearn, desde 2019.

Debido a que Korrika solo pasa una vez cada dos ediciones por la cuadrilla de Rioja Alavesa y la localidad navarra de Viana, en aquellos años en los que no pasa se celebra un evento similar en la región en las mismas fechas. La iniciativa se puso en marcha desde 2013 y se conoce como Arabako Errioxako eta Vianako Korrika. Sendas columnas parten de Bastida y Viana para reunirse en Lapuebla de Labarca y leer el mensaje transportado en medio de un acto festivo.

## Imágenes

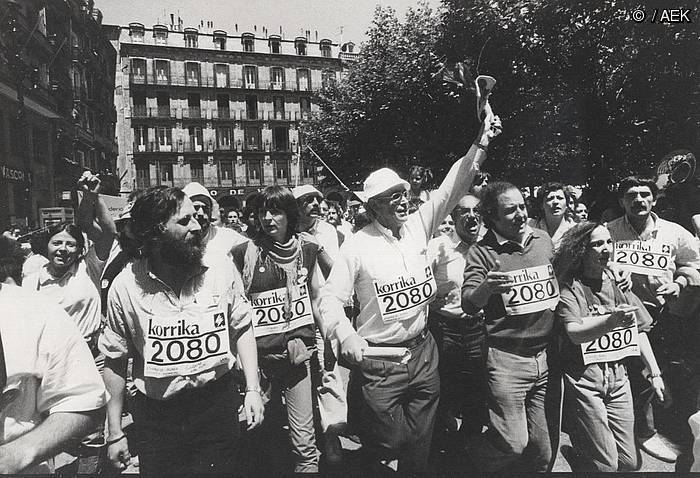
Korrika 1 (1980)
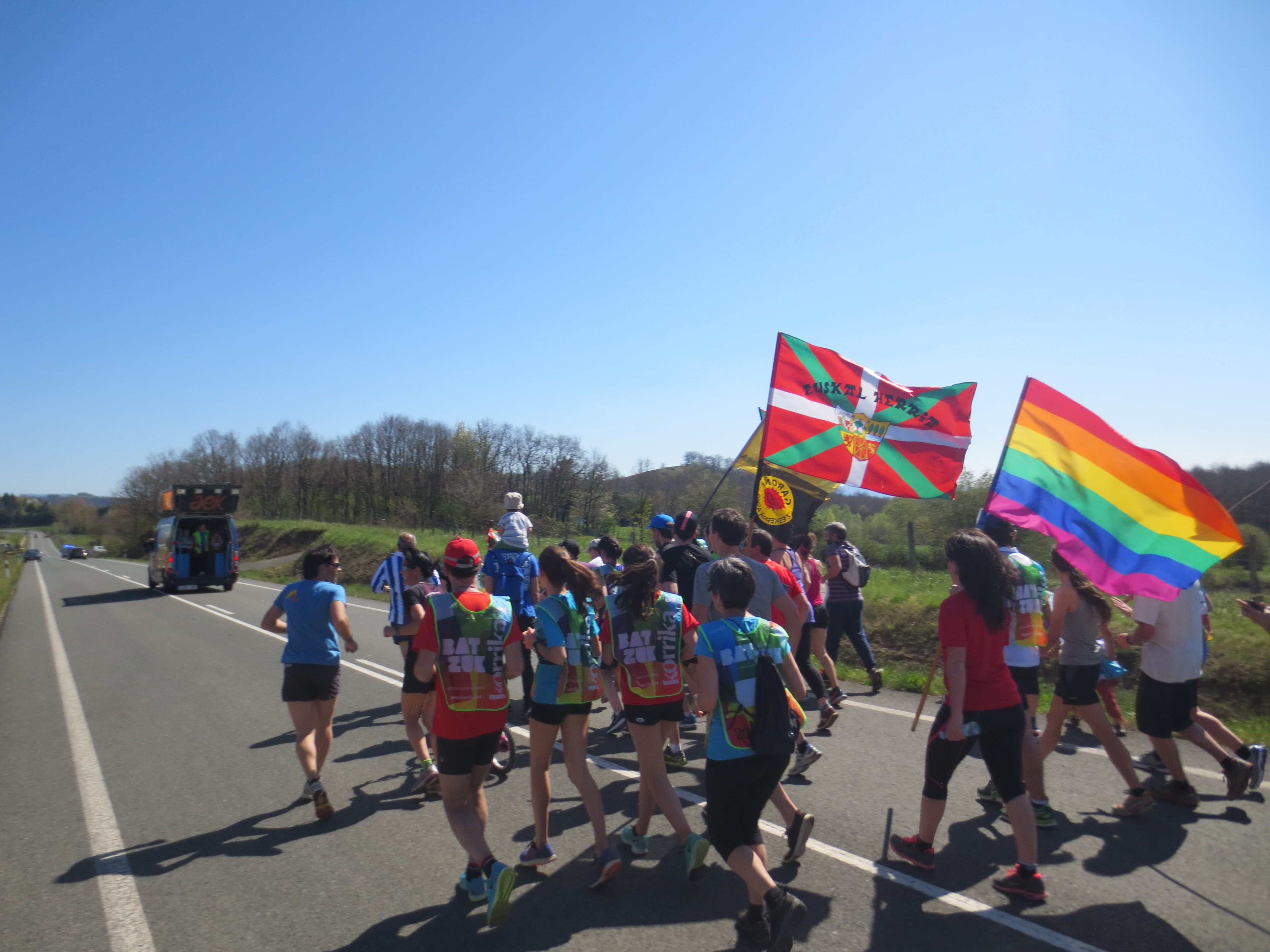
Korrika 20 entre Landa y Marieta (Álava) (2017).